# Aromunščina
Aromunščina (limba armãneascã, limba armãnã, armãneashti, armãneashte, armãneashci, armãneashce, limba rãmãneascã, limba rãmãnã, rrãmãneshti), znana tudi kot vlaščina, je vzhodnoromanski jezik, podoben meglenoromunščini, istroromunščini in romunščini, ki se govori v jugovzhodni Evropi. Govorci jezika se imenujejo Aromuni ali Vlahi (gre za širši izraz in eksonim, ki se pogosto uporablja za opredelitev romanskih skupnosti na Balkanu). V Srbiji in Severni Makedoniji se na popisu prebivalstva pojavljajo kot Vlahi, njihov jezik pa kot vlaščina. 
Vlaščina ima veliko skupnih značilnosti s sodobno romunščino, vključno s podobno morfologijo in sintakso ter v veliki skupnim besediščem, ki je podedovano iz latinščine. Menijo, da sta se razvili iz antične romunščine, ki je bila predhodnica vseh vzhodnoromanskih jezikov. Pomemben vir razlik med romunščino in aromunščino ali vlaščino so zunanji vplivi na ta dva jezika: medtem ko so na romunščino v večji meri vplivali slovanski jeziki, je na aromunščino bolj vplivala grščina, s katero je bila tekom zgodovine v tesnem stiku.
Aromunščino se govori v Albaniji, Bolgariji, Grčiji, Severni Makedoniji, Romuniji in Srbiji. Aromunščina je leta 2018 ocenjeno imela 210.000 govorcev, od tega 50.000 v Albaniji, 50.000 v Grčiji, 50.000 v Romuniji, 32.000 v Srbiji, 18.200 v Severni Makedoniji in 9.800 v Bolgariji. Nekaj aromunskih govorcev živi tudi v tujini, saj je bilo ob avstralskem cenzusu leta 2021 zabeleženih vsaj 53 govorcev, ki živijo v Avstraliji.
Aromunščina je delno uradno priznana v Severni Makedoniji, kjer se jo poučuje kot predmet v nekaterih osnovnih šolah. V Severni Makedoniji imajo govorci vlaščine tudi pravico do uporabe jezika v sodnih postopkih. Od leta 2006 ima vlaščina status drugega uradnega občinskega jezika v Kruševem, ki je edini kraj z dodatnimi pravicami poleg uradnega državnega priznanja.
Poleg Severne Makedonije so Vlahi ali Aromani kot narodna manjšina priznani tudi v Albaniji.